# Alexandr Kolobnev
Aleksandr Vassilievitch Kolobnev - en russe : Александр Васильевич Колобнев - ou Alexandr Kolobnev, transcription incorrecte le plus souvent utilisée, (né le 4 mai 1981 à Vyksa) est un coureur cycliste russe, professionnel. Il a notamment été champion de Russie sur route en 2004 et 2010, médaillé d'argent du championnat du monde sur route en 2007 et 2009 et médaillé de bronze de la course en ligne des Jeux olympiques de 2008.

## Biographie
En 2000, Alexandr Kolobnev participe aux championnats du monde, à Plouay en France. Il y est 52e de la course en ligne des moins de 23 ans, remportée par son compatriote Evgueni Petrov. Il est à nouveau présent aux championnats du monde de 2001 à Lisbonne au Portugal. Il y prend la quatrième place de la course en ligne des moins de 23 ans.
Alexandr Kolobnev commence sa carrière professionnelle en 2002 dans l'équipe Acqua & Sapone-Cantina Tollo. Il rejoint l'équipe Domina Vacanze-Elitron l'année suivante où il remporte sa première victoire, la deuxième étape de la Semaine internationale Coppi et Bartali. Il signe son plus beau succès en remportant une étape de Paris-Nice en 2007.
Il s'est classé deuxième du championnat du monde sur route à deux reprises : en 2007 à Stuttgart, battu par Paolo Bettini, et en 2009 à Mendrisio, derrière Cadel Evans. Il a également obtenu la médaille de bronze de la course en ligne des Jeux olympiques de 2008 à Pékin après le déclassement pour dopage de Davide Rebellin à l'EPO-CERA, le 17 novembre 2009.
On le retrouve à l'attaque dans toutes les classiques ardennaises. Il termine deuxième du Liège-Bastogne-Liège 2010, battu au sprint par son compagnon d'échappée Alexandre Vinokourov. Mais ce dernier lui aurait versé pour qu'il l'emporte sur son compte en Suisse la somme de 150 000 € à la suite de deux courriels de Kolobnev, selon le procureur de la République de Padoue. Le 19 juin 2018, il doit être jugé avec le coureur Kazakh Alexandre Vinokourov devant un tribunal en Belgique. Ils risquent jusqu'à trois ans de prison et 350 000 euros d'amende. Le jugement est reporté plusieurs fois,. Le 10 septembre 2019, le ministère public requiert six mois de prison et 100 000 euros d’amende à l'encontre de Vinokourov et 50 000 euros d'amende contre Kolobnev, ainsi que la confiscation des 150 000 euros saisis. Finalement les deux hommes sont acquittés le 5 novembre 2019.
Le 11 juillet 2011, il est exclu du Tour de France en raison d'un contrôle positif à un diurétique (hydrochlorothiazide) à l'issue de la 4e étape. Il sera le seul cycliste à avoir été contrôlé positif lors de ce Tour de France 2011.
Le 20 juillet 2011, il est suspendu provisoirement par son équipe à la suite de l'annonce de la positivité de l'échantillon B.
Le 25 novembre 2011 la Fédération russe de cyclisme le condamne à un simple avertissement et à une amende de 1 560 dollars en invoquant des circonstances atténuantes qui seront communiquées ultérieurement.
Fin 2014, La Gazzetta dello Sport révèle qu'il fait partie des clients du controversé médecin italien Michele Ferrari.
En 2016, il signe au sein de la formation Gazprom-RusVelo où il évolue une saison avant d'annoncer sa retraite à 35 ans en janvier 2017.

## Palmarès et classements mondiaux

### Palmarès amateur
- 1999
  -  Champion de Russie sur route juniors
  - Trofeo Amici del Pedale
  - Coppa San Michele
  - Trofeo Emilio Paganessi
  - Giro della Lunigiana
  - Brescia-Monte Magno
- 2000
  - 2e du Giro del Canavese
  - 2e du Gran Premio Colli Rovescalesi
  - 2e du Mémorial Maddalena Pesenti
- 2001
  - Trofeo Sportivi di Briga
  - Grand Prix de Poggiana
  - Giro del Canavese
  - 2e du Trofeo Gianfranco Bianchin
  - 3e de la Coppa della Pace
  - 3e du championnat de Russie sur route espoirs
  - 4e du championnat du monde sur route espoirs

### Palmarès professionnel
| - 2003 - 2e étape de la Semaine internationale Coppi et Bartali - 2e du Grand Prix de Lugano - 2e du Tour d'Émilie - 5e de la Flèche wallonne - 2004 - Champion de Russie sur route - 10e de la course en ligne des Jeux olympiques - 2005 - 2e du Tour de Basse-Saxe - 7e du championnat du monde sur route - 2006 - 1re étape du Tour de la Communauté valencienne - 5e du Tour de Pologne - 2007 - 3e étape de Paris-Nice - 2e étape du Tour d'Allemagne - Monte Paschi Eroica - Médaillé d'argent du championnat du monde sur route - 2008 - 2e de la Classique de Saint-Sébastien - 3e du Tour d'Émilie - 3e de la course en ligne aux Jeux olympiques | - 2009 - 2e du Grand Prix Miguel Indurain - 2e du championnat du monde sur route - 3e du Tour de Wallonie - 3e du Tour de Lombardie - 6e de l'Amstel Gold Race - 9e de Liège-Bastogne-Liège - 2010 - Champion de Russie sur route - 2e de Liège-Bastogne-Liège - 3e du Grand Prix Miguel Indurain - 7e du championnat du monde sur route - 2011 - 2e du Grand Prix Miguel Indurain - 5e de l'Amstel Gold Race - 2012 - 2e du championnat de Russie sur route - 3e du Grand Prix cycliste de Montréal - 4e du Tour de Pologne - 2013 - 1re étape du Tour de Wallonie - 3e du Tour de Wallonie - 3e des Trois vallées varésines |  |

### Résultats sur les grands tours

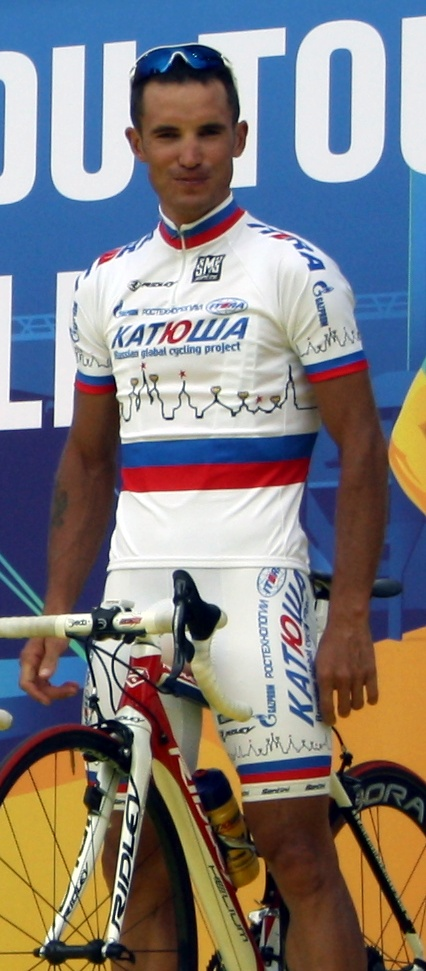
Kolobnev lors de la présentation du Tour de France 2010.

#### Tour de France
2 participations
- 2010 : 65e
- 2011 : exclu (10e étape)[15]

#### Tour d'Italie
4 participations
- 2005 : 21e
- 2006 : 71e
- 2007 : abandon (12e étape)
- 2016 : 73e

#### Tour d'Espagne
6 participations
- 2005 : 54e
- 2007 : 51e
- 2008 : 40e
- 2009 : 31e
- 2010 : 29e
- 2014 : 40e

### Classements mondiaux
| Année                  | 2006 | 2007 | 2008 | 2009 | 2010 | 2011 | 2012 | 2013 | 2014 | 2015 |
| ---------------------- | ---- | ---- | ---- | ---- | ---- | ---- | ---- | ---- | ---- | ---- |
| Classement ProTour     | 89e  | 140e | 39e  |      |      |      |      |      |      |      |
| Calendrier mondial UCI |      |      |      | 47e  | 62e  |      |      |      |      |      |
| UCI World Tour         |      |      |      |      |      | nc   | 47e  | 187e | 199e | nc   |